# Большая Еголдокова
Большая Еголдокова — река в России, протекает по Томской области. Устье реки находится в 14 км по правому берегу реки Еголдокова. Длина реки составляет 79 км, площадь водосборного бассейна 600 км².

## Бассейн
- 5 км Еголдокова 2-я справа:
  - Короткий слева.
- Еголдокова 3-я слева.
- Боровая слева.

## Данные водного реестра
По данным государственного водного реестра России относится к Верхнеобскому бассейновому округу, водохозяйственный участок реки — Кеть, речной подбассейн реки — бассейн притоков (Верхней) Оби от Чулыма до Кети. Речной бассейн реки — (Верхняя) Обь до впадения Иртыша.
Код водного объекта в государственном водном реестре — 13010600112115200028143.